# A lény 3.
A lény 3. (eredeti cím: Species III) 2004-ben bemutatott amerikai sci-fi-thriller, melyet Ben Ripley forgatókönyvéből Brad Turner rendezett. A film az 1998-as A lény 2. (Species II) című sci-fi film folytatása.

## Történet
|  | Alább a cselekmény részletei következnek! |

Pár órával az előző film eseményei után az élettelen Eve-t szállító mentőautó eltéved. A kocsikísérő katona rádión megpróbálja értesíteni a feletteseiket, de a sofőr, Dr. Bruce Abbot megáll, és fegyverrel kényszeríti, hogy szakítsa meg a rádiókapcsolatot. A mentőben hátul lévő hibrid fiú (Portus) rájuk támad, megöli a katonát. A hibrid megfojtja Eve-t, miközben a nő egy újszülött idegent szül, Abbot elmenekül a gyermekkel. A később kiérkező Wasach kormányügynök boncolást rendel el, felfedezve Eve terhességét, majd utasítást ad a holttest elégetésére.
Abbot visszatér a szokásos munkájához, biokémiát tanít egy egyetemen. Eve gyermekét otthonában neveli, akiből rövidesen fiatal lány lesz, akit Sarának nevez el. Egy este Abbotot az irodájában meglátogatja a mentőben látott hibrid, aki drámaian megöregedett és súlyosan beteg. Amíg a tudós megpróbálja kezelni, Portus Eve gyermekével akar találkozni. Felfedi Abbotnak, hogy vannak más félvérek is, akik hasonló betegségben szenvednek. Utána a hibrid székben ülve kínok között meghal. Az eseményektől megdöbbenve Abbot felkeresi Deant, egyik tanítványát, akinek egy kísérleti erőművi projektjének finanszírozása veszélyben van, és a segítségét kéri az idegen DNS tökéletesítéséhez a faj megmentése érdekében. Cserébe Abbot megígéri Deannek, hogy részt kap a munkájuk finanszírozásából vagy az ezért adott díjakból.
Abbot távollétében Sara bebábozódik, majd gyönyörű, csábító nőként bukkan elő. Abbot felettese, Dr. Nicholas Turner megérkezik a házba a munkatársát keresve, és rábukkan Sarára, aki először megpróbálja elcsábítani, de aztán elutasítja. A férfi erőszakoskodni kezd, Sara erre megöli, ezután elmegy, hogy hozzá való párt keressen magának. Abbot hazatér, és a gubó maradványaiból következtet Sara átalakulására, később megszabadul Turner holttestétől. Sara végül kapcsolatba lép egy másik félvérrel, de felfedezi annak betegségeit, és megszakítja az együttlétet. Miközben Abbot és Dean folytatják a kísérleteiket Sarával, Dean kötődni kezd a lányhoz. A biokémikus tájékoztatja Deant a kormány Athena projektjéről, amely létrehozta Silt, évekkel később Eve és Patrick Ross gyermekét: Sarát. A félvér, akit Sara elutasított, behatol a laborba, halálosan megsebesíti Abbotot, és megkísérli teherbe ejteni Sarát, de a tudós sósavgázzal árasztja el a labort, végez a szörnnyel. Dean azon töpreng, hogy folytassa-e Abbot munkáját, Sara pedig sürgeti, hogy mentse meg a fajtáját.
Dean egyetemi szobatársa, Hastings felfedez egy weboldalt, amelyet egy Amelia nevű nő tett közzé, aki biokémikusokkal szeretne megismerkedni. Miután átkutatja Dean feljegyzéseit, továbbítja azokat Ameliának, aki beleegyezik, hogy találkozzon vele. Útközben Amelia – aki egy másik félvér – intim kapcsolatba kerül egy benzinkutassal, annak vesztére. Az egyetemen megérzi Sara közeli jelenlétét, és elrabolja Hastingst, majd elviszi Abbot otthonába. Amelia és Sara is arra kényszeríti Hastingst, hogy tökéletesítse az idegen DNS-t, így megmentve a félvéreket, akik ezután tökéletes partnereket találhatnak. Wasach ügynök, akinek csapata Amelia webhelyét is figyelte, és felfedezte annak kapcsolatát az Athena projekttel, tájékoztatja Deant a történtekről, és segít a fiúnak megmenteni a barátját.
Dean, Hastings és Wasach egy kísérleti erőművébe menekül, Sara és Amelia követi őket. Megpróbálják távol tartani az üldözőktől Sara petesejtjeit, és csapdába akarják csalni Ameliát az üzemben. Dean az Ameliával történő összecsapás közben beleejti a petesejteket tartalmazó fém kapszulát a magba, a hibrid megpróbálja megölni, de Sara megtámadja a nőt, és a magba dobja, de ő is lezuhan. Deannek, Hastingsnek és Wasachnak sikerül időben lezárni a magot, hogy megakadályozzák az erőmű teljes felrobbanását.
Később Hastings meglátogatja Deant Abbot otthonában, és felfedezi Sarát és egy félvér idegen fiút. Dean elárulja, hogy az erőműben sikerült Sarát kihúznia, mielőtt lezárta volna az üzem magját. Befejezte az idegen DNS finomítását, hogy társat teremtsen a nőnek, hogy ne legyen egyedül. Miután a hibrid fiú felnőtt Sara és a párja elmennek, Dean megkérdezi a lánytól, hogy miért mentette meg őt Ameliától, amikor nem volt rá oka. Sara nem válaszol, de a történtek arra utalnak, hogy a nő azért ment az erőműhöz, hogy segítsen. Dean ezután megnyugtatja Hastingst, hogy Sara párja steril, az idegen DNS átalakításakor lehetetlenné tette a szaporodást.
|  | Itt a vége a cselekmény részletezésének! |

## Szereplők
| Szereplő            | Színész            | Magyar hang     |
| ------------------- | ------------------ | --------------- |
| Dean                | Robin Dunne        | Pálmai Szabolcs |
| Sara                | Sunny Mabrey       | Horváth Lili    |
| a fiatal Sara       | Savanna Fields     | Tamási Nikolett |
| Dr. Abbot           | Robert Knepper     | Epres Attila    |
| Amelia              | Amelia Cooke       |                 |
| Hastings            | John Paul Pitoc    |                 |
| Wasach              | Michael Warren     |                 |
| Eve                 | Natasha Henstridge |                 |
| Dr. Nicholas Turner | Christopher Neame  | Uri István      |
| Colleen             | Patricia Bethune   |                 |